# Спайдър-Мен и невероятните му приятели
„Спайдър-Мен и невероятните му приятели“ (на английски: Spider-Man and His Amazing Friends) е американски анимационен сериал, продуциран от by Marvel Productions Ltd., с участието на утвърдили се герои като Спайдър-Мен и Ледения човек, и оригиналния персонаж – Огнена звезда (в българското озвучаване е преведена като „Комета“). Като триото, наречено Приятелите на Спайдър-Мен, те се борят срещу различни злодеи.

## Възприемане
През януари 2009 г. IGN поставя „Спайдър-Мен и невероятните му приятели“ на 59-о място в Топ 100 за 100-те най-добри анимационни шоута.

## „Спайдър-Мен и невероятните му приятели“ в България
В България сериалът започва излъчване на 13 март 2009 г. по Диема Фемили, всеки делничен ден от 08:45 с повторение от 06:10. От 21 март се излъчва от 08:40, а повторенията са от 06:00. Последният епизод е излъчен на 15 април. На 31 март 2010 г. започва повторно излъчване, всеки делничен ден от 07:30 и завършва на 3 май. Ролите се озвучават от артистите Силвия Русинова, Цветан Ватев, Димитър Иванчев и Светозар Кокаланов.